# Sukdae-ipgu (metropolitana di Seul)
Sukdae-ipgu (숙대입구역 - 淑大入口驛, Sukdae-ipgu-yeok) è una stazione della metropolitana di Seul servita dalla linea 4 della metropolitana di Seul. Si trova nel quartiere di Yongsan-gu, nel centro della città sudcoreana. In inglese la stazione è indicata come Sookmyung Womens' University, per la vicinanza del campus dell'istituto

## Linee
Seoul Metro
● Linea 4 (Codice: 424)

## Struttura
La stazione è costituita da due marciapiedi laterali con due binari passanti sotterranei, protetti da porte di banchina a piena altezza. Sono presenti due aree tornelli in totale.
| Direzione Danggogae | ● Linea 4 | per Seul, Chungmuro, Changdong, Nowon e Danggogae |
| Direzione centro    | ● Linea 4 | per Sadang, Geumjeong, Jungang e Oido             |

## Dintorni
- Stazione di Namyeong
- Università femminile Sookmyung

## Stazioni adiacenti
| «       | Servizio | »        |
| Linea 4 | Linea 4  | Linea 4  |
| ------- | -------- | -------- |
| Seul    | -        | Samgakji |